# نزعة مركزية
في علم الإحصاء، يشير مصطلح النزعة المركزية إلى الأسلوب الذي تميل به المعطيات الكمية إلى التجمع حول قيمة ما. هناك عدد من الطرق التي يمكن من خلالها حساب تلك «القيمة المركزية».

## مقاييس أساسية للنزعة المركزية
- الوسط الحسابي
- الوسيط
- المنوال
- الوسط الهندسي
- الوسط المرجح
- منتصف المجال